# Estado Livre do Congo
O Estado Livre do Congo (em francês: État Indépendant du Congo) foi um reino privado, propriedade pessoal de Leopoldo II da Bélgica entre 1877 e 1908. Ocupava a maior parte da área da bacia do rio Congo, incluindo o território da atual República Democrática do Congo. Sua economia se baseava na intensa exploração do trabalho africano, nas condições mais degradantes, para extração de borracha e marfim.
Em 1908, depois da brutalidade deste tipo de colonização ter por fim sido exposta na imprensa ocidental, esta propriedade privada passou a ser uma colónia da Bélgica — o Congo Belga.
As estimativas do total de mortos no Congo pelos homens de Leopoldo II variam de 1 milhão a 15 milhões, devido a fome, doenças, privações e assassinatos em massa. Milhares de outras pessoas foram mutiladas.

## Exploração europeia
A bacia do rio Congo foi a última parte do continente africano a ser explorada pelos europeus, por se encontrar no interior do continente. Um por um, os outros grandes mistérios da África haviam sido investigados: o litoral, pelos marinheiros portugueses do infante D. Henrique, no século XV; o Nilo Azul, por James Bruce, em 1773; o alto Niger, por Mungo Park, em 1796; a vastidão do deserto do Saara, pelos competidores Alexander G. Laing, René Callié e Hugh Clapperton, na década de 1820; os manguezais do baixo Nilo, pelos Irmãos Lander, em 1830; o sul da África e o Zambezi, por David Livingstone, na década de 1850, e o alto Nilo, por Burton, John H. Speke e Samuel Baker, em uma sucessão de expedições, entre 1857 e 1868. Contudo, o Congo permaneceu um mistério, mesmo tendo sido uma das primeiras regiões a se tentar explorar.
Desde o século XV, os exploradores europeus navegaram pelo largo estuário do Congo, planejando abrir caminho até às cataratas e corredeiras que tinham origem a apenas 160 km da costa e viajam rio acima até sua fonte desconhecida. As corredeiras e cataratas na verdade se estendiam por 352 km pelo interior, e o terreno perto do rio era praticamente intransponível, o que persiste ainda hoje. Repetidas tentativas de se viajar através dessa região foram frustradas por graves eventualidades. Acidentes, conflitos com nativos, e acima de tudo as doenças fizeram com que grandes e bem equipadas expedições não conseguissem percorrer mais que 60 km através do legendário Caldeirão do Inferno.
Somente a partir da década de 1870 é que o Congo foi explorado pelos europeus e, mesmo assim, não pelo mar, mas pelo outro lado do continente africano. Partindo de Zanzibar, o jornalista galês (naturalizado estadunidense) Henry Morton Stanley tinha como objetivo encontrar o famoso Dr. Livingstone, de quem não se tinha notícias havia já alguns anos. Na verdade, Livingstone estava explorando a parte superior de um grande rio do interior, o Lualaba, que se supunha relacionado com o Nilo, mas que se revelou como sendo o alto rio Congo.
Após deixar Livingstone, Stanley navegou por 1 600 km, Lualaba abaixo, até ao grande lago que ele chamou de Stanley Pool (lago Stanley; atualmente, lago Malebo). Então, em vez de perecer no impenetrável país das cataratas, Stanley optou por um longo desvio através da região, para se aproximar da feitoria portuguesa em Boma, no estuário do Congo.

## Prelúdio à conquista

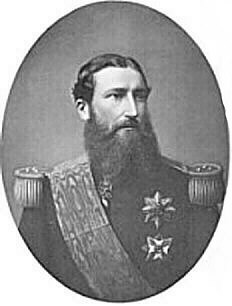
Leopoldo II da Bélgica

Quando Stanley voltou à Europa em 1878, ele não tinha apenas encontrado Livingstone, mas resolvido o último grande mistério da exploração africana, e tinha aberto o coração da África tropical para o mundo, o seu maior legado. Mas tinha também arruinado a sua saúde.
Stanley foi consagrado em toda a Europa. Escreveu artigos, apareceu em reuniões públicas, pressionou os ricos e poderosos, insistindo sobre seu tema favorito — a oportunidade para exploração comercial das terras que ele mesmo descobrira ou, em suas palavras, "despejar a civilização europeia no barbarismo africano."
"Há 40 000 000 de pessoas nuas" do outro lado das cataratas, escreveu Stanley, "e os industriais têxteis de Manchester estão à espera de vesti-los (…) As fábricas de Birmingham estão a fulgurar com o metal vermelho que será transformado em objectos metálicos de todos os tipos e aspectos que irão decorá-los (…) e os ministros de Cristo estão zelosos de trazer as suas pobres almas para a fé cristã."
A Europa não parecia animada com esta ideia: a grande jogada sobre o continente africano e as suas riquezas ainda não tinha começado. Fora do cabo da Boa Esperança e da costa do mar Mediterrâneo, nenhum Estado europeu tinha colónias africanas que pudessem ser consideradas significativas, e o interesse das grandes potências estava fortemente concentrado nas terras onde haviam feito a sua fortuna: as Américas, as Índias Ocidentais, a China e Australásia. Parecia por isso ser desprovido de sentido económico qualquer investimento de energias em África quando o retorno proveniente das outras colónias se mostrava maior e mais rápido. Também não existia qualquer interesse humanitário forte no continente, agora que o comércio de escravos para a América tinha sido extinto. Stanley foi aplaudido, admirado, condecorado e ignorado.
Foi nesta altura que o rei Leopoldo II da Bélgica entrou em cena. Nas palavras de Peter Forthard, Leopoldo era um homem alto e imponente, gozando de uma reputação de sensualidade hedonística, inteligência acutilante (o seu pai, uma vez descreveu-o como subtil e matreiro como uma raposa), com uma ambição desmedida e dureza pessoal. No entanto, era um monarca menor na "realpolitik" daquele tempo, reinando numa nação totalmente insignificante, uma nação que, de facto, ganhara existência apenas quatro décadas antes e que vivia sob a ameaça constante de perder a sua precária independência para as grandes potências vizinhas. Leopoldo foi uma figura da qual haveria toda a razão para se esperar que se dedicasse à manutenção da neutralidade estrita do seu país, evitando litígios com os seus poderosos vizinhos, dedicando-se aos prazeres da carne. No entanto, de uma maneira tão espantosa como inimaginável, conseguiu, virtualmente sozinho, alterar o equilíbrio de poder em África e apressar a terrível era de colonialismo europeu no continente negro.
Como monarca constitucional, Leopoldo foi encarregue das funções simbólicas normais, tais como abertura do parlamento, recepção de diplomatas, comparência a funerais de estado, etc. Ele não dispunha de poder formal para orientar a política nacional. Mas, durante mais de 20 anos, vinha estimulando a Bélgica a assumir um lugar entre as grandes potências coloniais da Europa. "As nossas fronteiras nunca poderão ser alargadas dentro da Europa", dizia. Contudo, "desde os tempos históricos que as colônias são úteis. Elas podem desempenhar um grande papel naquilo que faz o poder e a prosperidade dos estados. Vamos, pois, lutar para obtermos uma [colônia] nossa".
Por várias vezes, lançou diversos esquemas sem sucesso, tais como comprar uma província Argentina, comprar o Bornéu aos holandeses, arrendar as Filipinas à Espanha ou estabelecer colónias na China, Vietname, Japão ou nas Ilhas do Pacífico. Quando os exploradores da década de 1860 voltaram a sua atenção para a África, Leopoldo tentou criar esquemas para colonizar Moçambique, o Senegal e o Congo. Nenhum destes planos chegou a bom termo: o governo da Bélgica resistiu a todas as sugestões de Leopoldo, vendo a aquisição de uma colónia como uma boa maneira de gastar dinheiro com pouco ou nenhum retorno.
A solução encontrada pelo monarca foi extraordinária em sua simplicidade megalomaníaca. Se o governo da Bélgica não adquirisse uma colônia, ele próprio o faria, agindo na sua capacidade de cidadão comum.
Em 1876 Leopoldo II patrocinou uma conferência geográfica internacional em Bruxelas, convidando delegados das sociedades científicas de toda a Europa para discutir assuntos filantrópicos e científicos como a melhor forma de coordenar a fabricação de mapas, para prevenir o reaparecimento do comércio de escravos da costa ocidental e para procurar formas de enviar ajuda médica à África. A conferência foi uma encenação: em seu encerramento, Leopoldo propôs o estabelecimento de um comitê beneficente internacional para continuar o trabalho da conferência, aceitando modestamente o cargo de presidente. Surgia assim a Associação Internacional para a Exploração e Civilização da África ou Associação Internacional Africana. Outro encontro foi realizado no ano seguinte, mas a partir de então a Associação Internacional Africana tornou-se meramente uma frente da ambição de Leopoldo. Ele ainda criou uma série de comitês, culminando na Association Internationale du Congo, a qual, financiada e controlada por ele mesmo, Leopoldo, seria a precursora do Estado Livre do Congo.
Logo depois que Stanley retornou do Congo, Leopoldo tentou recrutá-lo. Stanley, ainda na esperança do apoio do Inglaterra recusou a oferta. Entretanto, diante da insistência do monarca, acabou aceitando. Leopoldo, aparentemente, era o único europeu disposto a financiar o sonho de Stanley: a construção de uma ferrovia sobre os montes de Cristal, do mar até a Stanley Poll, de onde poder-se-ia alcançar mil milhas no coração da África. Stanley — muito mais familiarizado com o rigor do clima africano e com a complexidade da política local do que Leopoldo — persuadiu seu patrão de que o primeiro passo deveria ser a construção de uma linha férrea e uma série de fortes. Leopoldo concordou, e, em sigilo, Stanley assinou um contrato de trabalho de cinco anos, com salário de £ 1 000 por ano, e migrou para o Zanzibar sob nome falso. Para evitar desconfianças, trabalhadores e materiais foram obtidos através de diferentes rotas, e as comunicações entre Stanley e Leopoldo foram confiadas ao Coronel Maximilian Strauch. Foi então que Stanley foi informado da magnitude da ambição de Leopoldo: Stanley não iria simplesmente construir uma série de estações ferroviárias, mas iria construir uma nova nação. As instruções eram precisas: "A ideia era criar um novo Estado, tão grande quanto possível, e depois administrá-lo. No projeto era claramente inteligível que não havia possibilidade de garantir o menor poder político aos negros. Aquilo seria absurdo".
Sem encontrar nada de repreensível nas ambições de Leopoldo, Stanley seguiu com sua tarefa. Com todas as suas conexões na sociedade europeia, ele era, sem dúvida, o homem certo para tal tarefa. Em menos de três anos, sua capacidade de trabalhar duro, suas habilidades de jogar grupos sociais uns contra os outros, o constante uso de modernas armas para matar seus oponentes e toda a sua determinação abriram caminho para a criação do Congo.
Anos mais tarde, Stanley escreveria que a parte mais cansativa de seu trabalho não era trabalhar sozinho, nem negociar com os nativos, mas sim manter a ordem entre os diversos homens brancos que ele trouxera consigo e que reclamavam constantemente por motivos fúteis. "Praticamente todos eles", escreveu Stanley, "clamavam por gêneros de todos os tipos, o que incluía vinhos, tabaco, cigarros, roupas, sapatos, dentre um sem número de extravagâncias" (mencionou ainda folhas para aquecer suas camas).
Cansado, Stanley retornou a Europa, apenas para ser reenviado por Leopoldo, que lhe prometeu um surpreendente assistente: Gordon 'Chinês' (que não aceitou a oferta de Leopoldo, mas, em vez disso, escolheu encontrar seu destino em Cartum). "É indispensável", instruíra Leopoldo, "que você obtenha para o Comité d'Études (i.e., ao próprio Leopold) o máximo de terra que possível."
Tendo estabelecido um porto no Baixo Congo, em 1883, Stanley subiu o rio para estender os domínios de Leopoldo, empregando seus métodos usuais: negociações com os chefes locais para obter soberania em troca de roupas; jogar uma tribo contra a outra e, se necessário, matar um chefe que fosse contrário a seus objetivos e negociar com o outro chefe. Porém, ao se aproximar das cataratas Stanley (atualmente, Cataratas de Boioma), na junção do rio Congo com o rio Lualaba, ele rapidamente percebeu que seus homens não eram os únicos intrusos.
Tippu Tip, o último e maior esclavagista do Zanzibar do século XIX, era bem conhecido de Stanley, assim como o caos social e a devastação que as caçadas aos escravos trouxeram. Foi somente através da ajuda de Tippu Tip que Stanley encontrara Livingstone (que sobrevivera por anos no Rio Lualaba em virtude da amizade de Tippu Tip). Então Stanley descobriu que os homens de Tippu Tip haviam avançado ainda mais para o oeste em busca de novas aldeias a serem escravizadas.
Seis anos antes, os zanzibaritas pensavam que o Congo era um lugar mortal e intransitável, e alertaram Stanley a não tentar ir para lá; mas quando Tippu Tip soube, em Zanzibar, que Stanley havia sobrevivido, agiu rápido. Aldeias por toda região foram queimadas e despovoadas. Corpos boiaram rio abaixo. Tippu Tip fazera incursões em 118 aldeias, matara 4 000 africanos, e, quando Stanley chegou em seu assentamento, havia 2 300 escravos (a maioria mulheres jovens e crianças) acorrentados, prontos para serem transportados através do continente, rumo aos mercados do Zanzibar.
Tendo encontrado o novo dono do lado superior do Congo, Stanley calmamente negociou um acordo que lhe permitisse erguer sua última estação fluvial bem abaixo das cataratas Stanley — que impediam os navios de trafegarem rio acima. No limite dos seus recursos físicos, Stanley repatriou-se, sendo substituído pelo Tenente-Coronel Francis de Winton, outrora pertencente ao Exército Belga.

## A génese do Estado Livre do Congo

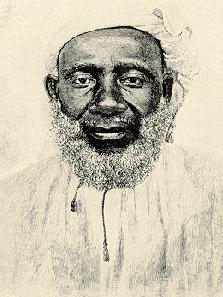
Tippu Tip, magnata comercial de Zanzibar

Na Europa, as intrigas de Leopoldo começaram a render frutos. Considerando que ele havia ganho a propriedade de Congo em grande parte por causa dos interesses dos mais poderosos, agora ele podia confirmar e fortalecê-la por causa de seus interesses. Em alguns anos desde o estabelecimento da empreitada no Congo, o humor na Europa tinha mudado decididamente, e a luta pela África estava a ponto de começar a sério. As atividades de Leopoldo II no Congo já tinham levado os franceses a reclamar uma área na margem norte (no extremo norte do lago Stanley ou Stanley Pool, atual lago Malebo). Enquanto ninguém (fora Leopoldo) em particular quis tais colônias economicamente pouco promissoras, as outras potências da Europa não estavam dispostas a permanecer ociosas e ver terras sendo adquiridas rapidamente por seus rivais.
Numa estarrecedora sucessão de negociações duvidosas, Leopoldo II, na qualidade de presidente da "desinteressada e puramente humanitária" Associação Internacional Africana, jogou os protagonistas da política europeia uns contra os outros.
A Inglaterra estava inquieta com a expansão francesa e tinha uma reivindicação no Congo apoiada na expedição do Ten. Cameron em 1873 no Zanzibar para repatriar o corpo de Livingstone, mas estava relutante em se comprometer com mais uma colônia improdutiva. Portugal tinha uma reivindicação ainda mais antiga, datando já no descobrimento de Diogo Cão na entrada do rio em 1482 e, tendo ignorado isso por séculos, estava estimulado a relembrar. Portugal flertou com os franceses em primeiro momento, mas os britânicos ofereceram apoiar a reivindicação do Congo inteiro em troca de um tratado de livre comércio. Para os ingleses, o livre comércio era uma perda menor: o verdadeiro benefício foi a frustração dos franceses. Depois Bismarck entrou na rixa da parte da Alemanha: já com propriedades vastas no Sudoeste Africano, ele não desejava o Congo, mas não lhe agradava como dono nem França nem Inglaterra.
Neste ponto Leopoldo II agiu. Ele começou uma campanha publicitária na Inglaterra, mencionando os horrendos registros escravistas de Portugal, e sorrateiramente disse aos mercadores que se lhe fosse dado controle formal do Congo, dar-lhes-ia o mesmo status de "nação mais favorecida", que Portugal ofereceu. Ao mesmo tempo, Leopoldo prometeu a Bismarck que ele não daria a nenhuma nação status privilegiado, onde seriam comerciantes alemães tão bem-vindos quanto qualquer outro. Então, aos franceses Leopoldo ofereceu apoio da Associação para a posse de toda margem norte, e adoçou o acordo propondo que, se sua riqueza pessoal se provasse insuficiente para segurar o Congo inteiro (como parecia totalmente inevitável), o Congo voltava para a França. Finalmente, ele alistou a ajuda dos Estados Unidos, enviando ao seu presidente, Arthur copias cuidadosamente editadas dos tratados que Stanley havia extraído de chefes locais, e propondo que, como uma junta humanitária desinteressada, a “Associação administraria o Congo para o bem de todos, passando o poder para os nativos tão logo estivessem prontos para tal responsabilidade." Isto foi o golpe de mestre.
Em novembro de 1884 Bismarck reuniu uma conferência de 14 nações para encontrar uma solução pacífica para a crise do Congo, e após três meses de negociações, Leopoldo fulgurou triunfante. A França foram dados 665 626,9444 km² (66 562 694,41 hectares) na margem norte (atual Congo-Brazzaville e a República Centro-Africana), a Portugal foi dado 1 276,700 km² (90 908 582,67 hectares) ao sul (atual Angola), e a organização “filantrópica” totalmente controlada por Leopoldo recebeu a soma de 2 343 939,27 km² (234 393 924 hectares) para constituir o “Estado Livre do Congo”.
Num ofuscante espetáculo de virtuosidade diplomática, Leopoldo obteve da conferência não somente acordo na transferência do Congo para uma de suas muitas células filantrópicas, tampouco para sua autoridade de Rei dos Belgas, mas simplesmente para si. Ele se tornou único dono de 30 milhões de pessoas, sem constituição, sem supervisão internacional, sem ao menos ter estado alguma vez no Congo, e sem mais do que uma meia dúzia de seus obedientes tivesse ouvido falar nele.

## Conquista de Leopoldo

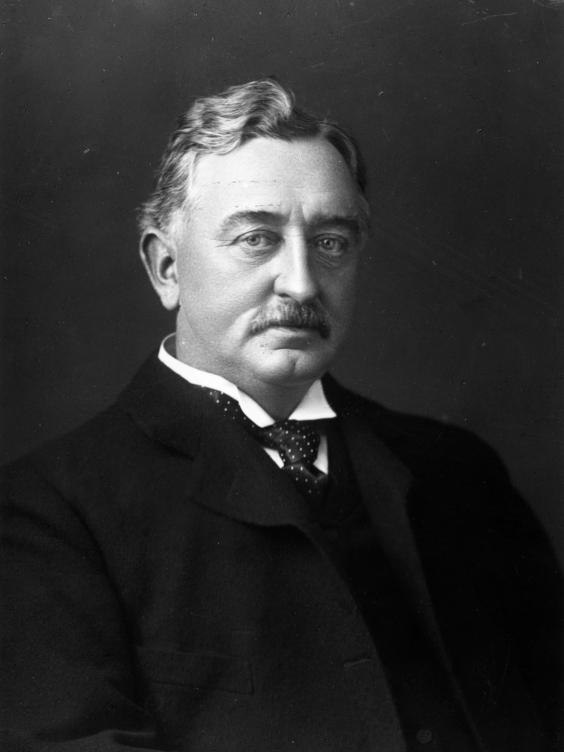
Cecil Rhodes

Leopoldo não mais precisava fazer a fachada da "associação", e a substituiu por um gabinete apontado de belgas que executariam suas ordens. Para a temporária capital de Boma, ele mandou um governador-geral e um chefe de polícia. A vasta bacia do Congo foi dividida em 14 distritos administrativos, cada distrito em zonas, cada zona em setores, a cada setor em postos. Dos comissários de distritos até o nível de posto, todo encarregado-chefe era europeu: mercenários e aventureiros de todo tipo.
Três problemas principais se apresentaram pelos próximos anos. Primeiro, além dos oito empórios de Stanley, o Estado Livre era uma selva não-mapeada, e não oferecia qualquer retorno comercial. Segundo, Cecil Rhodes, então Primeiro-Ministro da Colônia Britânica do Cabo (parte da atual África do Sul) estava expandindo do Sul e ameaçando a ocupar a área sul do Lualaba, a despeito da Conferência de Berlim, e com tácita conivência de Londres. Terceiro, as gangues escravistas de Tippu Tip estabeleceram uma presença forte no norte, leste e oeste do país (atual Uganda), e efetivamente estabeleceram um estado independente.
Leopoldo era um dos homens mais ricos da Europa, mas nem mesmo ele conseguiu bancar as despesas. Ele precisou extrair riquezas do Congo, não gasta-las. Em flagrante violação de seu mandato, ele foi em busca disso, e arquitetou o mais brutal regime colonial da história moderna.
A primeira mudança foi a introdução das "terres vacantes" (terras vagas), que correspondiam a tudo o que ninguém efetivamente habitava. Essas terras foram atribuídas ao estado, e os servidores do estado (quer dizer, todo homem branco empregado de Leopoldo) eram encorajados a explorá-las.
Em seguida, o Estado Livre foi dividido em duas zonas econômicas: a Zona de Livre Comércio, aberta a empreendedores de qualquer nação, que eram autorizados a arrendar o monopólio por 10 e 15 anos de qualquer coisa de valor: marfim de um distrito particular, ou a concessão de borracha; a outra zona — mais de dois terços do Congo — tornou-se domaine de la couronne (domínio da coroa), ou seja, Leopoldo era seu dono.
Nesta base, o Congo se tornou auto-suficiente financeiramente. Ainda que não o suficiente para a ganância de Leopoldo. Em 1893 ele extirpou o mais prontamente acessível 2 589 988,811 km² (258 998 881,1 hectares) da parte da Zona de Livre Comércio e as declarou como sendo "Domaine de la Couronne" (Domínio da Coroa), sujeito às mesmas regras das terras do "Domínio Privado", exceto que toda renda ia diretamente para Leopoldo em pessoa. Ninguém sabe quanto Leopoldo lucrou do Estado Livre do Congo, mas o valor sem dúvida alcançou a ordem das dezenas de milhões, de longe mais do que até mesmo Leopoldo poderia gastar.
O segundo problema era o expansionismo britânico rumo a parte sul da Bacia do Congo. O vulnerável e distante distrito de Catanga, Lualaba acima, foi ocupado por um poderoso chefe chamado Msiri, que já rejeitara sondagens de Rhodes. Leopoldo não se incomodou em negociar: ele mandou expedições bem armadas para ocupar a capital. Msiri recuou floresta adentro, foi capturado, e ainda se recusou a desistir de sua soberania. Sob ordens de Leopoldo, um oficial do Estado Livre assassinou Msiri, cujo sucessor provou ser mais influenciável.
Em curto prazo, o terceiro problema, o dos escravos árabes, foi simplesmente resolvido: Leopoldo negociou em aliança, e depois indicou Tippu Tip como governador do distrito de Stanley Falls. Em longo prazo, isso foi insatisfatório. Na Bélgica, Leopoldo passava pelo constrangimento de estar aliado ao último escravista no mundo e, pior, Tippu Tip e Leopoldo eram rivais comerciais diretos: cada escravo que Tippu Tip extraía de seu domínio, cada quilo de marfim, era uma perda para Leopoldo. Uma confrontação bélica era inevitável.
Ambos os lados lutaram por procuração, armando e guiando as tribos canibais das florestas de Lualaba em conflitos de ferocidade sem paralelo. Eles acreditavam que sofrimento tornava a carne tenra, e prisioneiros eram preparados para o caldeirão ainda vivos; não só os guerreiros tribais permitiam-se esse costume: oficiais europeus comiam também carne humana. Os mosquetes de Tippu Tip não eram páreo para a artilharia e as metralhadoras de Leopold. Lá pelo início de 1894 a guerra já estava finda.

## As regras de Leopoldo

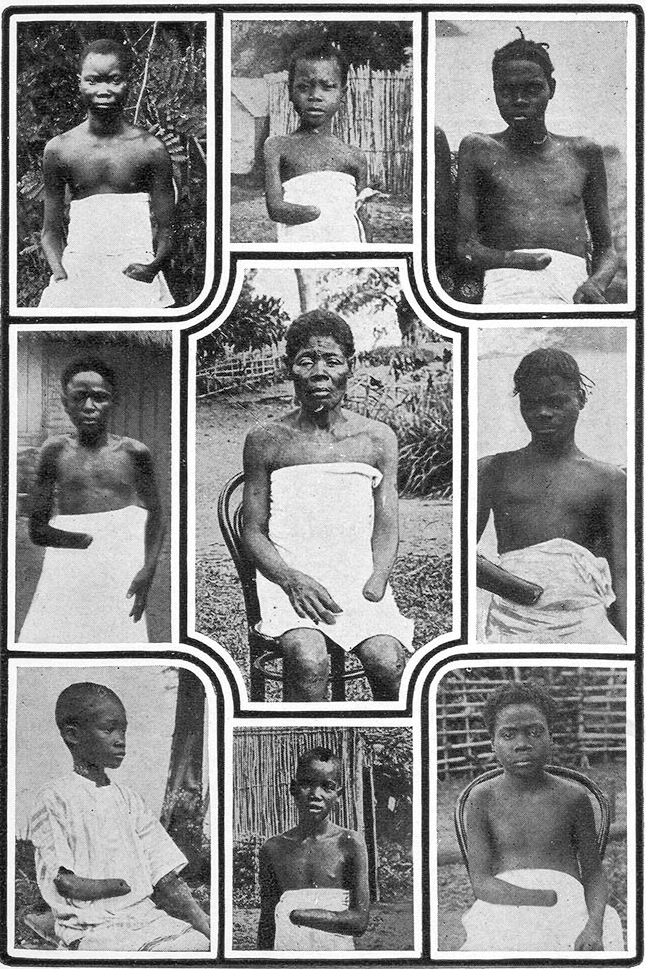
Pessoas mutiladas do Estado Livre do Congo.

Enquanto isso, a busca por renda era dura. O salário dos funcionários distritais foi reduzido ao mínimo, e acrescidos de uma comissão baseada no lucro que a área rendesse a Leopoldo. Comunidades nativas no "Domínio Privado" foram meramente proibidas por lei a vender itens a qualquer um, a não ser o Estado: a eles era requerido prover aos funcionários públicos com um conjunto de cotas de borracha e marfim a um preço fixado, por mandato governamental, prover comida ao posto local, e prover 10% de sua população como trabalhadores forçados em tempo integral — escravos em tudo, fora o nome —, e outros 25% em meio-período.
Para impor as cotas de borracha, foi instituída a Force Publique (Força Pública), cujos soldados, na sua maioria, eram negros, mas o oficialato era inteiramente branco. Portando armas modernas e chicotes, os policiais da Força Pública rotineiramente açoitavam, estupravam e torturavam reféns (na maioria mulheres), incineravam aldeias e, acima de tudo, extirpavam as mãos dos trabalhadores quando estes não cumpriam suas cotas de produção.
Um oficial branco de baixa patente descreveu uma incursão para punir uma aldeia que havia protestado. O oficial branco em comando informou: "Ordenaram-nos a cortar as cabeças dos homens e as pendurar nas cercas da aldeia, bem como seus membros sexuais, e pendurar as mulheres e crianças em forma de cruz". Após ver um íncola morto pela primeira vez, um missionário dinamarquês escreveu: "O soldado disse: 'Não leve muito a sério. Eles matam 'a nós' se não levarmos a borracha. O comissionário nos prometeu que se tivermos muitas mãos, ele encurtará nosso serviço". Nas palavras de Peter Forbath:
As cestas de mão cerradas, postas aos pés dos chefe de posto europeus, tornaram-se o símbolo do Estado Livre do Congo. (...) A coleção de mãos se tornou um fim em si mesmo. Os soldados da Força Pública as traziam em vez da borracha; eles até mesmo iam colhê-las em lugar de borracha (...) Elas se tornaram um tipo de moeda. São usadas para amenizar o déficit das cotas de borracha, substituir (...) o povo ao qual é exigido trabalhar para as gangues de trabalhos forçados; e os soldados da Força Pública tinham seus bônus pagos de acordo com o número de mãos que coletavam.
Em teoria, cada mão direita provava um assassinato. Na prática, os soldados trapaceavam, simplesmente cortando a mão e abandonando a vítima para viver ou morrer. Numerosos sobreviventes relataram que sobreviveram a mais de um massacre fingindo-se de mortos, não se movendo nem mesmo ao terem suas mãos serradas. Esperavam os soldados partirem para então procurar socorro.
Estimativas do total das vítimas dessas chacinas variam consideravelmente. Dada a ausência de dados censitários (o primeiro censo só foi feito em 1924), é impossível quantificar as variações demográficas ocorridas no período. O famoso relatório de 1904, do diplomata britânico Roger Casement, estima 3 milhões de vítimas apenas durante os 20 anos do regime de Leopoldo; Forbath estima em, no mínimo, 5 milhões; Adam Hochschild e Isidore Ndaywel è Nziem, referem-se a 10 milhões de pessoas; a Enciclopédia Britânica estima que a população tenha declinado de 20 ou 30 milhões para 8 milhões. Entretanto não há estatísticas verificáveis. Louis e Stengers afirmam que os números referentes à população no início da era de Leopoldo são apenas "adivinhações grosseiras", taxando a tentativa de E.D. Morel e outros de chegar a um número para as perdas de população de meros exercícios de imaginação. A população da África, em 1900, estava entre 90 milhões e 133 milhões de habitantes.

## O fim do Estado Livre do Congo
Leopoldo se endividou vertiginosamente com seus investimentos no Congo, até que a salvação veio com o início da “era da borracha” que envolveu o mundo todo a partir de 1890. Os preços subiram freneticamente ao longo da década, graças às descobertas de novos usos industriais da borracha em tiras: mangueiras, tubulações, isolamento para cabos telegráficos e telefônicos e fiações, etc. Ao fim de 1890 a borracha bruta havia superado de longe o marfim como principal fonte de renda do Estado Livre do Congo. O ano de pico foi 1903, com a borracha alcançou o preço mais alto, e empresas concessionárias obtiveram os melhores faturamentos.
Entretanto, o frenesi conduziu a esforços para encontrar produtores a custo mais baixo. Empresas concessionárias congolesas começaram a enfrentar competição do cultivo de borracha no Sudeste Asiático e América Latina. Como plantações eram começadas em outras áreas tropicais, a maioria sob possessão de firmas inglesas rivais, o preço mundial da borracha começou a cair. A competição induziu ao aumento do uso de trabalho escravo para diminuir o custo de produção. Enquanto isso, o custo de aplicação estava devorando as margens de lucro, ao mesmo tempo que a tributação aumentava a insustentabilidade dos métodos de colheita. Pelo crescer da competição imposta por outras áreas de produção, o domínio privado de Leopold estava progressivamente vulnerável a escrutínios internacionais, especialmente da parte da Inglaterra.

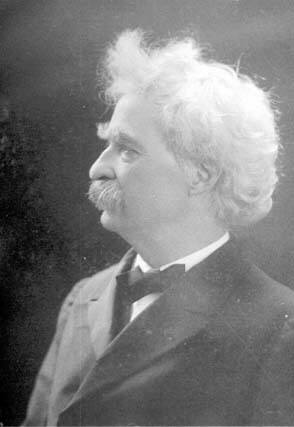
Mark Twain, em sua obra King Leopold's Soliloquy, criticava de maneira sarcástica o regime colonial. Crítica similares fazia Joseph Conrad em seu O Coração das Trevas

Quando a borracha congolesa atingiu seu pico, visitantes tiveram a entrada barrada. missionários foram permitidos somente sob vigilância, e principalmente se eles eram católicos belgas, que Leopold podia manter quietos. Ao mesmo tempo, funcionários foram proibidos de deixar o país. Mesmo assim, rumores circularam e Leopold desfechou uma enorme campanha publicitária para desacreditá-los, ao ponto de criar uma "Comissão para a Proteção dos Nativos", fictícia, para desbaratar as “poucas ocorrências isoladas” de abuso. Editores foram subornados, críticos acusados de tocar campanhas secretas para alavancar as ambições coloniais de outras nações, relatórios testemunhais dos missionários excomungados como tentativas de difamar padres católicos honestos. E por uma década ou mais Leopold foi bem sucedido. O segredo circulava dentre as pessoas, mas poucos acreditavam.
Eventualmente, os argumentos mais efetivos vieram da mais inesperada fonte. Funcionários nas maiores empresas navais em Londres começaram a se perguntar por que barcos que traziam grandes cargas de borracha do Congo retornavam abarrotados de armas e munição para a “Força Pública”. Edmund Morel foi o mais famoso desses: ele se tornou um jornalista de investigação em tempo integral, e então (ajudado por mercadores que desejavam acabar com o monopólio secreto de Leopoldo), um editor. Em 1902, o romance O Coração das Trevas, de Joseph Conrad, foi publicado, baseado na sua breve experiência como capitão de um navio a vapor no Congo, dez anos antes. Este livro encapsulava o pavor crescente do público, e em 1904, Sir Roger Casament, o cônsul britânico, entregou um longo e detalhado relatório testemunhal o qual tornara público. A Associação Britânica de Reforma do Congo, fundada por Morel, exigia ação. Outras nações europeias fizeram o mesmo, como fez os Estados Unidos, e o parlamento britânico clamou por uma reunião das 14 potências signatárias a rever a Conferência de Berlim. O parlamento belga forçou Leopoldo a organizar uma comissão independente de inquérito, e apesar dos esforços desesperados do rei, em 1905 o relatório de Casement foi confirmado em cada sórdido detalhe.
Leopoldo ofereceu uma reforma em seu regime, mas poucos levaram isso a sério. Todas as nações estavam de acordo que o domínio do rei deveria ser extinto o mais rápido possível, mas nenhuma nação estava desejosa de assumir a responsabilidade, e nunca foi sugerido que as terras em questão fossem devolvidas ao povo da região. A Bélgica era a forte candidata à administração do Congo, mas os belgas não estavam ainda dispostos a isso. Por dois anos, a Bélgica debateu a questão e foi às urnas decidir. Enquanto Leopoldo fez o máximo de sua última oportunidade e, inacreditavelmente, aumentou o “Domínio da Coroa” para com isso espremer até a última gota de lucro enquanto podia.
Finalmente, em 15 de novembro de 1908, quatro anos depois do Relatório Casement e seis anos após a publicação de O Coração das Trevas, o parlamento belga anexou o Estado Livre do Congo e assumiu a sua administração. Contudo, isto não representou uma grande perda para Leopoldo ou para as empresas concessionárias no Congo Belga. Junto com os efeitos do esgotamento dos recursos no Congo, os preços internacionais da mercadoria haviam tornado inviável a extração congolesa, enquanto o Sudeste Asiático e a América Latina haviam se tornado produtores de borracha de baixo custo. A "era da borracha" estava acabada.

## A controvérsia sobre o genocídio
Existe alguma controvérsia sobre se a catástrofe do Congo pode ser ou não qualificada como genocídio. Alguns alegam que o Estado não teria agido com a intenção de eliminar um ou mais grupos étnicos. Todavia a Convenção das Nações Unidas sobre o Genocídio (1948) inclui a matança deliberada, por qualquer motivo, de membros de um grupo étnico com a intenção de destruí-lo, "no todo ou em parte". Por isso, outros afirmam que o Estado Livre do Congo, ao decidir excluir determinados grupos étnicos que resistiram a suas práticas desumanas, realmente praticou genocídio.

## Relações contemporâneas entre o Congo e a Bélgica

### Pedidos de descolonização do espaço público

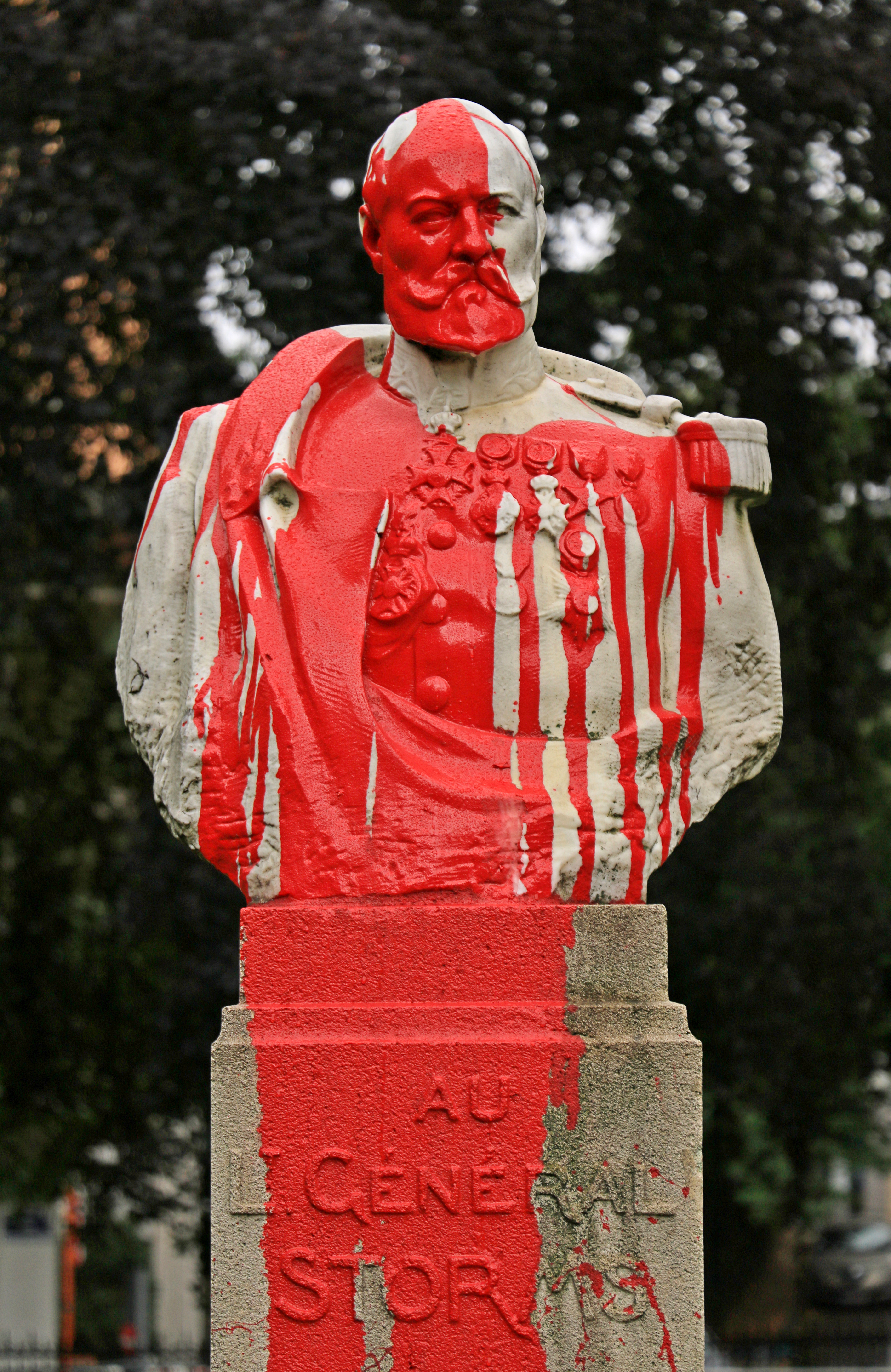
O Monumento ao General Storms em Bruxelas pulverizado com tinta vermelha.

Há muitos monumentos na Bélgica que glorificam o passado colonial belga. A maioria deles datam do período entre guerras, no auge da propaganda patriótica.
Tem havido várias propostas para retirar as estátuas do espaço público. Estas exigências de descolonização do espaço público aparecem na Bélgica já em 2004 em Ostende, onde a mão de um dos "congoleses gratos" representados no monumento Leopoldo II é serrada para denunciar as exacções do rei no Congo, e já em 2008 em Bruxelas, onde um activista chamado Théophile de Giraud cobre a estátua equestre de Leopoldo II com tinta vermelha.
Estas acções intensificaram-se durante os anos 2010 com a emergência de grupos de acção, a publicação de artigos nos jornais e, finalmente, o caso do busto de "Tempestades Gerais".
O clímax é atingido em 2020, na sequência de manifestações contra o racismo e a violência policial na sequência da morte de George Floyd, morto pela polícia em 25 de Maio de 2020 em Minneapolis, nos Estados Unidos. A 4 de Junho de 2020, os partidos maioritários da Região Bruxelas-Capital apresentaram uma resolução que visava a descolonização do espaço público na região de Bruxelas e depois iniciou uma onda de raptos e degradações de estátuas, tais como as estátuas de Leopoldo II na Universidade de Mons, Ekeren, Bruxelas, Auderghem, Ixelles e Arlon, ou o busto de rei Balduíno em frente da catedral de Saints Michel e Gudule em Bruxelas.

Persistência de monumentos coloniais no espaço público
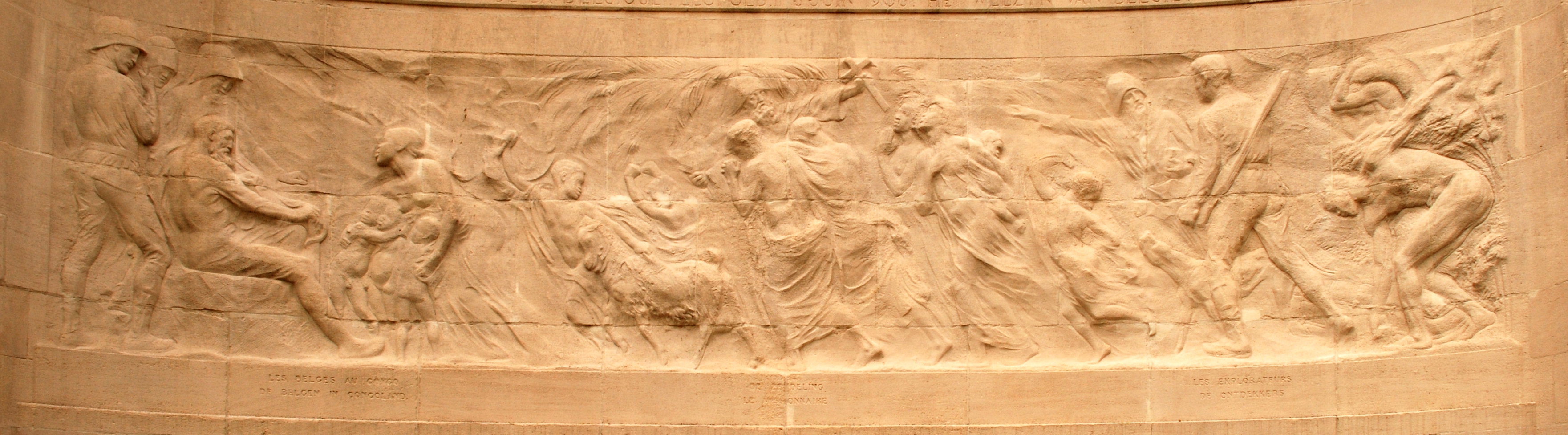
Friso « Os belgas no Congo » (Monumento aos pioneiros belgas no Congo, Parque do Cinquentenário, Bruxelas).
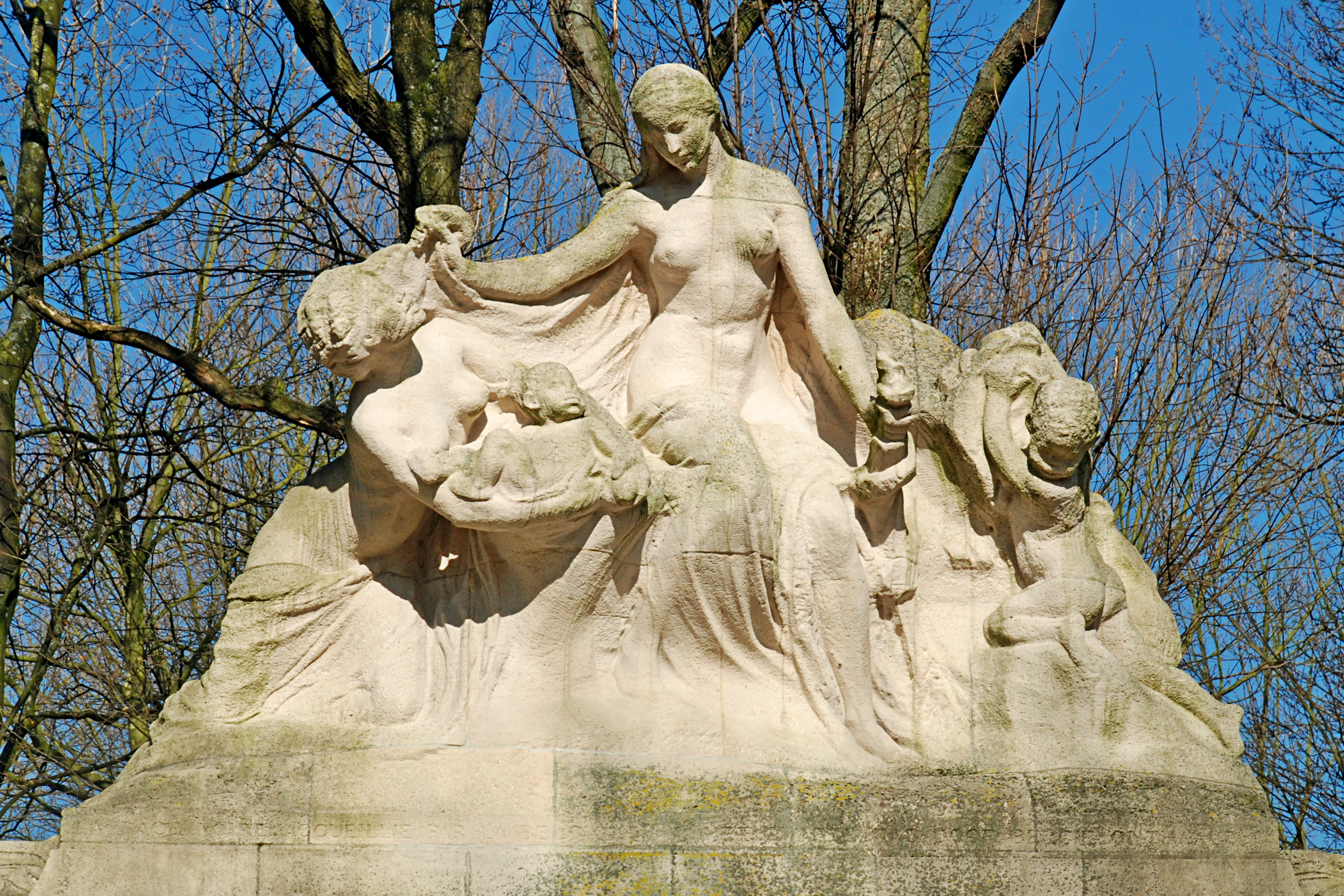
« A raça negra acolhida pela Bélgica » (Monumento aos pioneiros belgas no Congo, Cinquentenário, Bruxelas).
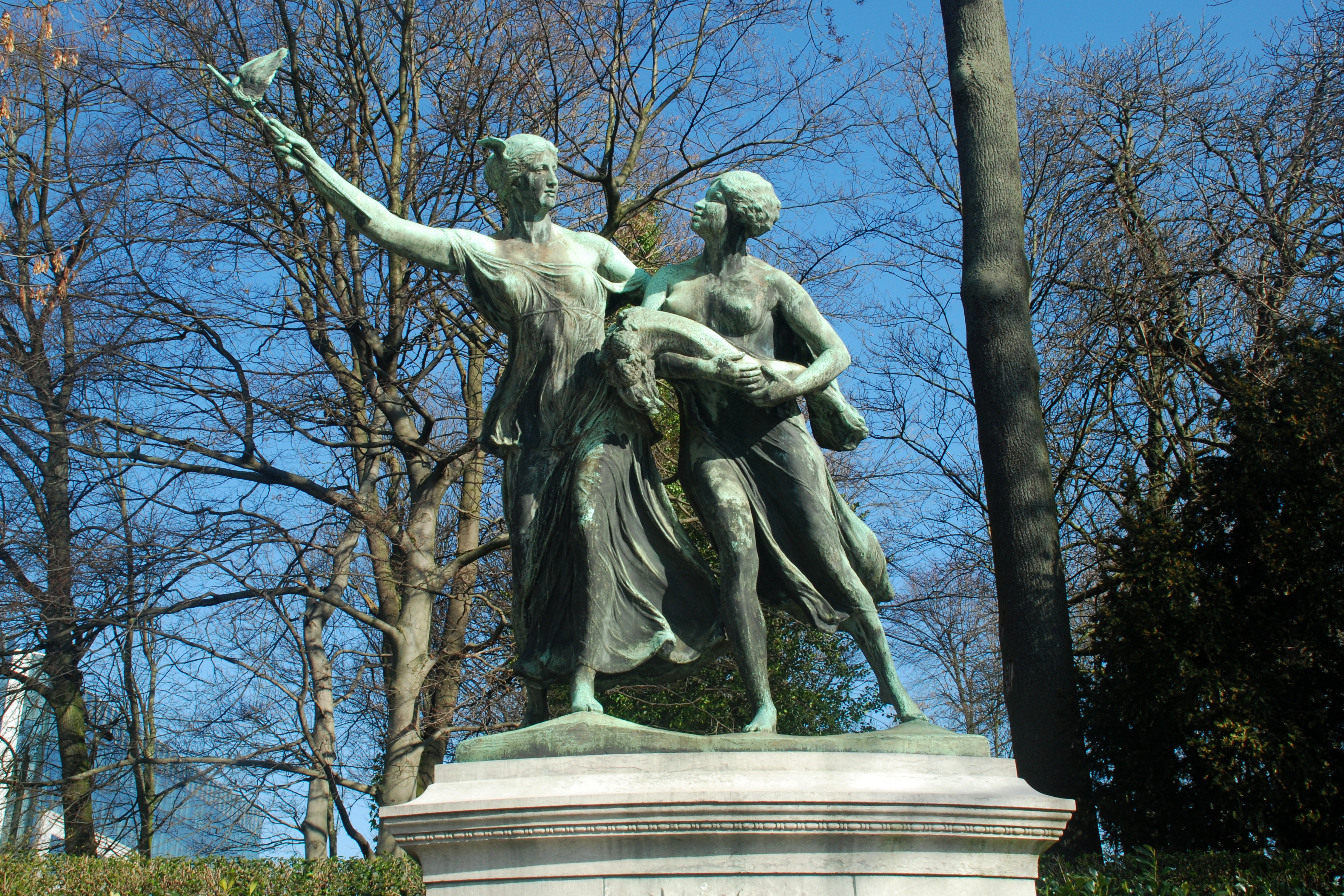
« O génio belga que guia o Congo » (Monument General Thys, Cinquentenário, Bruxelas).

### Lamentos Reais
A 30 de Junho de 2020, o Rei Filipe expressou o seu pesar pelo reinado de Leopoldo II e depois pela Bélgica no Congo numa carta ao Presidente congolês.